# Ngữ tộc Semit

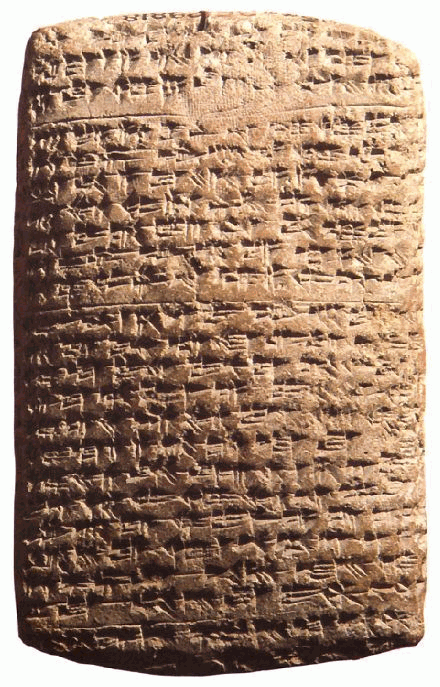

Ngữ tộc Semit là nhóm ngôn ngữ bắt nguồn từ Trung Đông, hiện được sử dụng bởi hơn 330 triệu người tại Tây Á, Tiểu Á, Bắc Phi và Sừng châu Phi, ngoài ra còn có những cộng đồng người nói lớn tại Bắc Mỹ và châu Âu, và những cộng đồng nhỏ hơn tại Nam Mỹ, Úc, Kavkaz và Trung Á. Thuật ngữ ngữ tộc Semit được sử dụng đầu tiên bởi các học giả của Trường Lịch sử Göttingen vào thập niên 1780, xuất phát từ cái tên Shem, một trong ba con trai của Noah trong Sách Sáng Thế.
Những ngôn ngữ Semit phổ biến nhất là (chỉ tính số người bản ngữ) tiếng Ả Rập (300 triệu), tiếng Amhara (22 triệu), tiếng Tigrinya (7 triệu), tiếng Hebrew (5 ltriệu người bản ngữ và L1 tại Israel), tiếng Aram (575.000 tới 1 triệu) và tiếng Malta (520,000).Những ngôn ngữ ở Semit có hình thái đáng chú ý, ở chỗ những gốc từ không phải là những nhóm ký tự hay từ, thay vào đó là các nhóm phụ âm riêng rẽ (thường là ba). Những từ được tạo ra từ các gốc thường không phải bằng cách thêm tiền tố hay hậu tố, mà bằng cách thênguyên âm vào giữa phụ âm (dù tiền tố và hậu tố cũng có xuất hiện). Ví dụ, trong tiếng Ả Rập, gốc từ "viết" có dạng k-t-b. Từ gốc này, nguyên âm và đôi khi phụ âm được thêm vào: كتاب kitāb "sách", كتب kutub "những cuốn sách", كاتب kātib "người viết", كتّابkuttāb "những người viết", كتب kataba "anh ta đã viết", يكتب yaktubu "anh ta viết"...l

### Sách
- Patrick R. Bennett. Comparative Semitic Linguistics: A Manual. Eisenbrauns 1998. ISBN 1-57506-021-3.
- Gotthelf Bergsträsser, Introduction to the Semitic Languages: Text Specimens and Grammatical Sketches. Translated by Peter T. Daniels. Winona Lake, Ind.: Eisenbrauns 1995. ISBN 0-931464-10-2.
- Giovanni Garbini. Le lingue semitiche: studi di storia linguistica. Istituto Orientale: Napoli 1984.
- Giovanni Garbini & Olivier Durand. Introduzione alle lingue semitiche. Paideia: Brescia 1995.
- Robert Hetzron (ed.) The Semitic Languages. Routledge: London 1997. ISBN 0-415-05767-1. (For family tree, see p. 7).
- Edward Lipinski. Semitic Languages: Outlines of a Comparative Grammar. 2nd ed., Orientalia Lovanensia Analecta: Leuven 2001. ISBN 90-429-0815-7
- Sabatino Moscati. An introduction to the comparative grammar of the Semitic languages: phonology and morphology. Harrassowitz: Wiesbaden 1969.
- Edward Ullendorff, The Semitic languages of Ethiopia: a comparative phonology. London, Taylor's (Foreign) Press 1955.
- William Wright & William Robertson Smith. Lectures on the comparative grammar of the Semitic languages. Cambridge University Press 1890. [2002 edition: ISBN 1-931956-12-X]
- Arafa Hussein Mustafa. "Analytical study of phrases and sentences in epic texts of Ugarit." (German title: Untersuchungen zu Satztypen in den epischen Texten von Ugarit). PhD-Thesis. Martin-Luther-University Halle-Wittenberg, Germany: 1974.
- Zuckermann, Ghil'ad (2012), Burning Issues in Afro-Asiatic Linguistics Lưu trữ ngày 16 tháng 8 năm 2020 tại Wayback Machine.